# BruumRuum!
BruumRuum! es una instalación interactiva permanente situada en la zona de la Plaza de las Glorias de Barcelona, justo al lado de la icónica Torre Agbar y del nuevo Museo del Diseño de Barcelona. Diseñada por David Torrents y Maurici Ginés de artec3 Studio con la colaboración de la programadora Rebeca Sanchez, BruumRuum! reacciona a la intensidad de los gritos que provocan los viandantes que circulan y al ruido ambiental de Barcelona, cambiando de forma y de colores.
La instalación invita a la participación de los peatones. Se trata de una escultura lumínica realizada con 522 LEDs RGB cien por ciento interactiva en la cual la luz varía, suave o drásticamente, según la intensidad del sonido que procesa y que se origina a través de unas trompetas colocadas en la misma plaza.
La presentación de la instalación a los ciudadanos se llevó a cabo el sábado 18 de mayo de 2013, dentro de la iniciativa cultural del Ayuntamiento de Barcelona “La Nit dels Museus”.

## Historia
BruumRuum! es una instalación lumínica y sonora permanente situada en el espacio público de la Plaza de las Glorias, al lado del Museo del Diseño (DHUB) y la Torre Agbar de Jean Nouvel. Su presentación a los ciudadanos estuvo enmarcada dentro de la iniciativa cultural de la Noche de los Museos.
El proyecto BruumRuum fue un del encargo del Ayuntamiento de Barcelona. Nace partiendo de la planificación de los espacios que rodean el Museo de Diseño (DHUB) por parte del equipo de arquitectos MBM arquitectes. Este está formado por Oriol Bohigas, Francesc Gual, David Mackay, Josep Martorell y Oriol Capdevila, los mismos que diseñaron el nuevo museo del lado de la Plaça de les Glòries. La propuesta del diseño interactivo, fue realizada por Maurici Gines generando sintonía con el museo gracias a la aportación de ideas de una misma fuente.
El Ayuntamiento de Barcelona buscaba un diseñador gráfico o un artista que fuera capaz de crear una instalación en 2D dentro de un espacio público de gran tamaño. Por este motivo escogieron a David Torrents, ya que su lenguaje gráfico se caracteriza por el trabajo con formas geométricas, la línea y un tratamiento muy básico, pero llamativo, del color.

## Funcionamiento

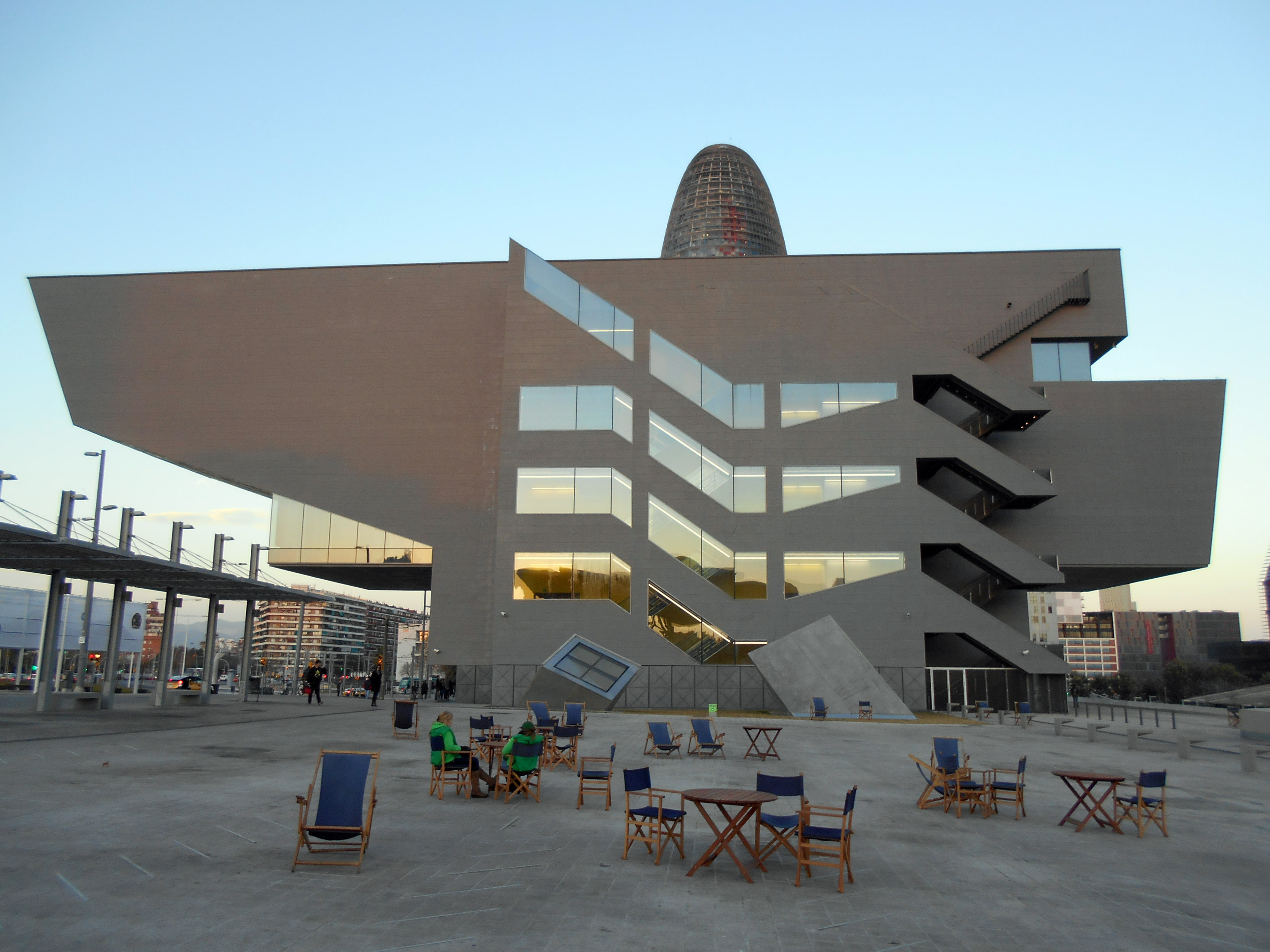

Se basa en un sistema luminoso al nivel terrestre que propone un diálogo y una conexión entre ciudadano y espacio público a través del sonido y la luz. El diálogo es posible a través de un artefacto en forma de gran oreja que está compuesto por sensores sensibles a la intensidad del ruido situados en la plaza, al inicio de la instalación.
Esta instalación interactúa con la intensidad de las voces, a través de unos sensores instalados en la plaza, también con el ruido ambiental que se genera en la ciudad, hasta con los ruidos más suaves. Esto genera cambios en las formas y colores del dibujo creado por las luces de neón que integran la instalación. Esta combinación de color y sonidos se genera por medio de 522 ledes encajados en el plano de pavimento ocupando una superficie de 3.300 m². 
Por medio de una especie de micrófonos dispuestos al inicio de la plaza, se invita a la participación de los peatones. Se trata de una escultura lumínica completamente interactiva en la que la luz varía (suave o drásticamente) según la intensidad del sonido que procesa y que se origina en la misma plaza.

## Colaboradores de la instalación

### Maurici Ginés, APDI, IALD
Profesional de la iluminación con más de 20 años de experiencia. Funda el despacho de diseño de iluminación artec3 Studio con el fin de promover el diseño de iluminación independiente en España.
Su trabajo ha recibido numerosos premios en todo el mundo, incluyendo el Premio a la excelencia de los IALD Awards 2012 que ganó por el proyecto Lagares Showroom, en Girona. Es miembro de la APDI, Asociación Profesional de Diseñadores de Iluminación de España, y de la IALD, International Association of Lighting Designers. 
Maurici combina su actividad profesional con la docencia impartiendo clases del máster en Diseño de Iluminación Arquitectónica en la Universidad Politécnica de Cataluña (UPC), en Barcelona y del Postgrado en Diseño de Iluminación arquitectónica de la UPC y Arquine en México DF.

### artec3 Studio
artec3 es un estudio independiente de diseño de iluminación con sede en Barcelona y delegaciones en Londres y Ciudad de México. Fundado por Maurici Ginés en 1998, el equipo multidisciplinar está dedicado al desarrollo de proyectos de iluminación arquitectónica, diseño de producto e instalaciones light art . La luz evoca y transmite emociones. Usando las últimas tecnologías artec3 crea instalaciones artísticas que exploran y promueven la interacción de la luz, la gente, el sonido y el espacio arquitectónico.

### David Torrents
David Torrents es un diseñador multidisciplinar ubicado en Barcelona, con experiencia en proyectos tanto comerciales como de otros, a menudo más estrechamente relacionados con el arte. Titulado en la Gerrit Rietveld Academie de Ámsterdam y la Facultad de Bellas Artes de la Universidad de Barcelona. También estudió en la Escuela Elisava de Diseño.
Antes de crear su propio estudio, trabajó en las ciudades de Ámsterdam y Budapest, además de en diferentes estudios y agencias barceloninas.
Ha participado como miembro de jurado en premios internacionales y ha publicado sus trabajos en diferentes revistas y blogs de todo el mundo, por lo que ha obtenido más de 40 premios de diseño.
También es profesor en la Escuela Superior de Diseño BAU y Elisava Escuela Superior de Diseño de Barcelona y con frecuencia ofrece talleres y conferencias en festivales de Diseño y en universidades de Bellas Artes.
David Torrents ha trabajado y desarrollado muchos proyectos con color RGB -el color de la luz: red, green, blue en inglés-, pero no con LEDs hasta ese momento. Para diseñar la instalación BruumRuum!, David Torrents se rodeó de buenos colaboradores, como Maurici Ginés y su estudio llamado artec3, quienes participaron en todo el proceso, como con la ayuda de Rebeca Sánchez de LEDsCONTROL.
David Torrents estudió Bellas Artes, hecho que lo introdujo involuntariamente al mundo de la escultura y, por este motivo, desde entonces ha relacionado estos dos ámbitos: el espacio y el grafismo.
Torrents es aficionado a la participación de la gente a la hora de interpretar sus proyectos.

### LEDsCONTROL
LEDsCONTROL SL. es una empresa de financiación privada, dentro del sector de servicios infraestructurales, con sede en Barcelona, España. Fue fundada en 2009, por Rebeca Sánchez Pastor, para proveer servicios de control de iluminación para instalaciones led en espacios públicos, edificios y lugares de entretenimiento. Trabaja con fachadas digitales, pequeñas aplicaciones de iluminación led y grandes infraestructuras para la arquitectura y la industria del espectáculo. Se especializan en programación del control de iluminación y creación de contenidos, así como en la creación de productos personalizados y servicios con LEDs.

### Rebeca Sánchez Pastor
Rebeca Sánchez Pastor es diseñadora de iluminación de movimiento. Actualmente dirige el estudio en el cual diferentes artistas y profesionales trabajan conjuntamente para desarrollar proyectos principalmente para escenarios, así como diseños para la iluminación de clubs. Rebeca Sánchez empezó como operadora de luz para discotecas, más tarde trabajó para Vossloh Schwabe Ibérica del grupo Panasonic. Es profesora e el Instituto Europeo de Diseño y la Escuela Elissava. En el año 2013 ganó el premio de iniciativa empresarial de las ideas de base tecnológica organizado por el programa YUZZ de la Fundación Banesto.

## Premios
Actualmente BruumRuum! ha recibido el Premio Grand Laus en Diseño Gráfico, organizado por la Asociación de Diseñadores Gráficos y Directores de Arte del FAD (ADG-FAD). Este es un reconocimiento a los mejores proyectos llevados a cabo en las categorías de diseño gráfico, web y medios digitales, creatividad publicitaria, medios audiovisuales, empresas, entidades y estudiantes.

### Premio Grand Laus
El 26 de junio de 2014 el Museo del Diseño de Barcelona acogió la entrega de Premios Laus, unos guardones que reconocen los mejores proyectos realizados, tanto por profesionales del sector o por estudiantes de diseño gráfico, publicidad y comunicación visual. En 2014 se cumplieron 50 años desde su primera edición.
Entre los premios más destacados de esta edición, el premio Grand Laus 2014 en la categoría de Diseño Gráfico lo recibió la instalación luminosa llamada BruumRuum! realizada por David Torrents.
Otros premios importantes que se otorgaron fueron los de Web y Medios Digitales, que también se lo llevó una instalación de luz interactiva a los sonidos de los ciudadanos llamada “Makeawish”, de Espadaysantacruz studio; el premio de Creatividad Publicitaria, lo recibió el estudio China por el proyecto “Discover Satanism” del estudio China, creado para el Festival de Cinema Fantástico de Sitges 2013, como un homenaje que el festival hizo a la película La llavor del diable, que celebraba su 45.º aniversario.

## Noche de los Museos
BruumRuum! se estrenó como motivo de la Noche de los museos, en que 62 museos de Barcelona y el área metropolitana abren las puertas gratuitamente entre las siete de la tarde y la una de la madrugada. Para ver más información: www.bcn.cat/lanitdelsmuseus. Con esta instalación, el Museo del Diseño se incorporó por primera vez en la Noche de los Museos.
La Noche de los Museos es un acontecimiento cultural que tiene lugar en Barcelona entre las siete de la tarde y la una de la madrugada. El evento consiste, tal como indica la nomenclatura, en una noche en que todos los museos están abiertos al público y gratuitamente. Además de poder visitar museos, también se puede asistir a conciertos, performances, visitas guiadas, espectáculos, talleres y actividades en familia.

## Otras instalaciones interactivas

### Day&Night, Nueva York
Circus Family construyeron una instalación interactiva con led diseñada exclusivamente para una exposición temporal, durante la semana del Diseño de Nueva York. Esta instalación invita a los visitantes a participar en la exposición. El espectador puede modificar los colores de las luces y sonidos a partir de sus movimientos alrededor del espacio. Esto es posible gracias a una serie de sensores que captan el movimiento. En las noches la instalación está conectada a la música de un DJ que hace reaccionar la luz al ritmo de la música, por medio de un software personalizado.

### 160
Una instalación audiovisual titulada 160, para el Festival River Nights en Singapur. Construida a partir de un marco de metal y una base de madera para el suelo. La obra está compuesta por 20 marcos de 8 tubos luminosos, formando un total de 160 tubos. Cada tubo de luz está hecho con tiras led y plástico semi-opaco para darle un efecto neón de 360°. Trafik, creador de esta obra, desarrolló un control para 160 así como una interfaz de software. La gente puede interactuar con 160 de 3 maneras, escogiendo el color de las estructuras, cambiando la animación de una docena disponible, y componiendo música y sonidos en secuencia.